# Brania horrocksensis
Brania horrocksensis är en ringmaskart som beskrevs av Hartmann-Schröder 1981. Brania horrocksensis ingår i släktet Brania och familjen Syllidae. Inga underarter finns listade i Catalogue of Life.